# Paz de Ariporo
Paz de Ariporo é um município da Colômbia, localizado no departamento de Casanare.